# 中歐班列

中欧班列标志。

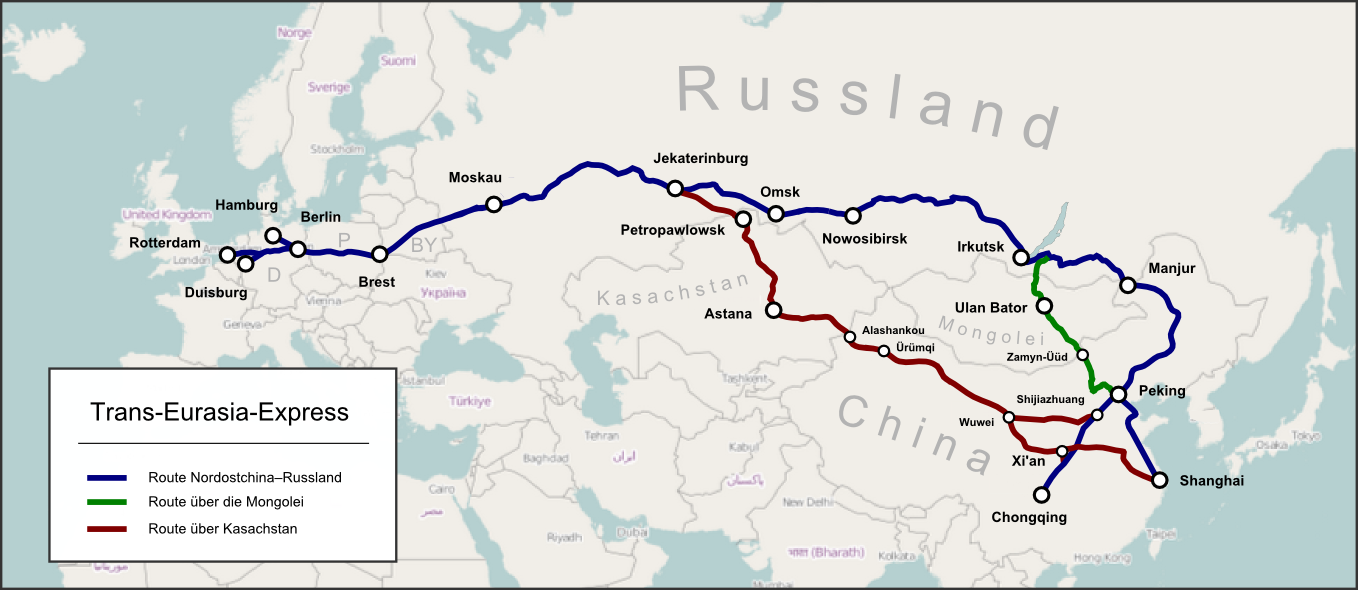
目前的已開班的中欧班列线路图

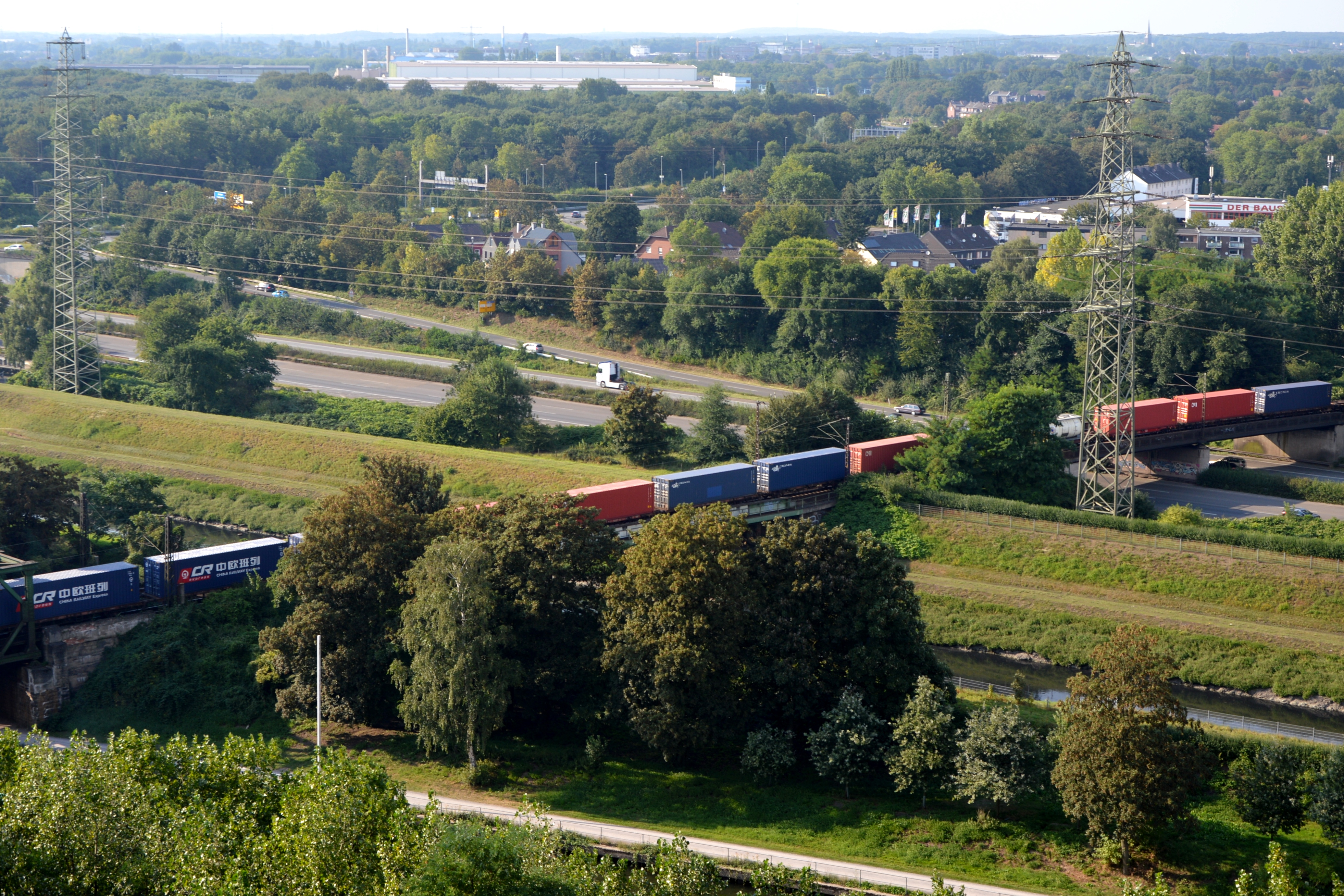
在德国奥伯豪森境内运行的一班载有中欧班列集装箱的货物列车，摄于2016年8月

中歐班列（英語譯名：China Railway Express 或 China-Europe Railway Express，簡稱為 CR express）是指按照固定車次、線路、班期和全程運行時刻開行，往來於中國與歐洲以及一帶一路沿線各國的集装箱國際鐵路聯運班列。為加強與歐洲國家的商業貿易聯絡，中國政府和中國国家铁路集团與中亞和歐洲各國鐵路系統協作，从起初重庆到德国的杜伊斯堡，发展到国内通达城市82个，国外通达欧亚国家的160多个城市，形成了阿拉山口、霍尔果斯、二连浩特、满洲里、绥芬河五大出境口岸，重庆、成都、西安、鄭州、乌鲁木齐五大集结中心，開行從中國大陆到達最远倫敦、漢堡等地的國際聯運列車。
中歐班列也是世界上最長的貨運鐵路線，連接中國、哈薩克斯坦、俄羅斯、白俄羅斯、波蘭、德國、法國和西班牙。在2017年，從義烏到英國倫敦的鐵路開通，使倫敦成為第15個與中國有鐵路線連接的歐洲城市，全程18天。
中欧班列的欢迎程度易受地缘政治和国际形势影响。如2019冠状病毒病疫情、2023年紅海危機导致海运成本上升，促进中欧班列增长；但也因部分线路途經俄羅斯，在俄烏衝突后导致物流公司不得不尋找新的海運路線；此外還由於貿易量失衡，中國出口多於進口，造成貨櫃從中國運出去了，卻回不來。比如，2023年10月約有15萬個過剩貨櫃滯留在俄羅斯。空貨櫃無法運回中國，只能以相當低廉的價格在俄羅斯出售，導致價格下跌。2023年一個40英尺的二手貨櫃目前的售價約為580美元，而2022年2月時的價格高達約4200美元。
截至2025年6月10日，中歐班列已累計開行超11萬列，发送货值超4500亿美元，中国境内有128个城市开通中欧班列，通達歐洲26个国家229个城市以及11个亚洲国家超过100个城市。

## 历史

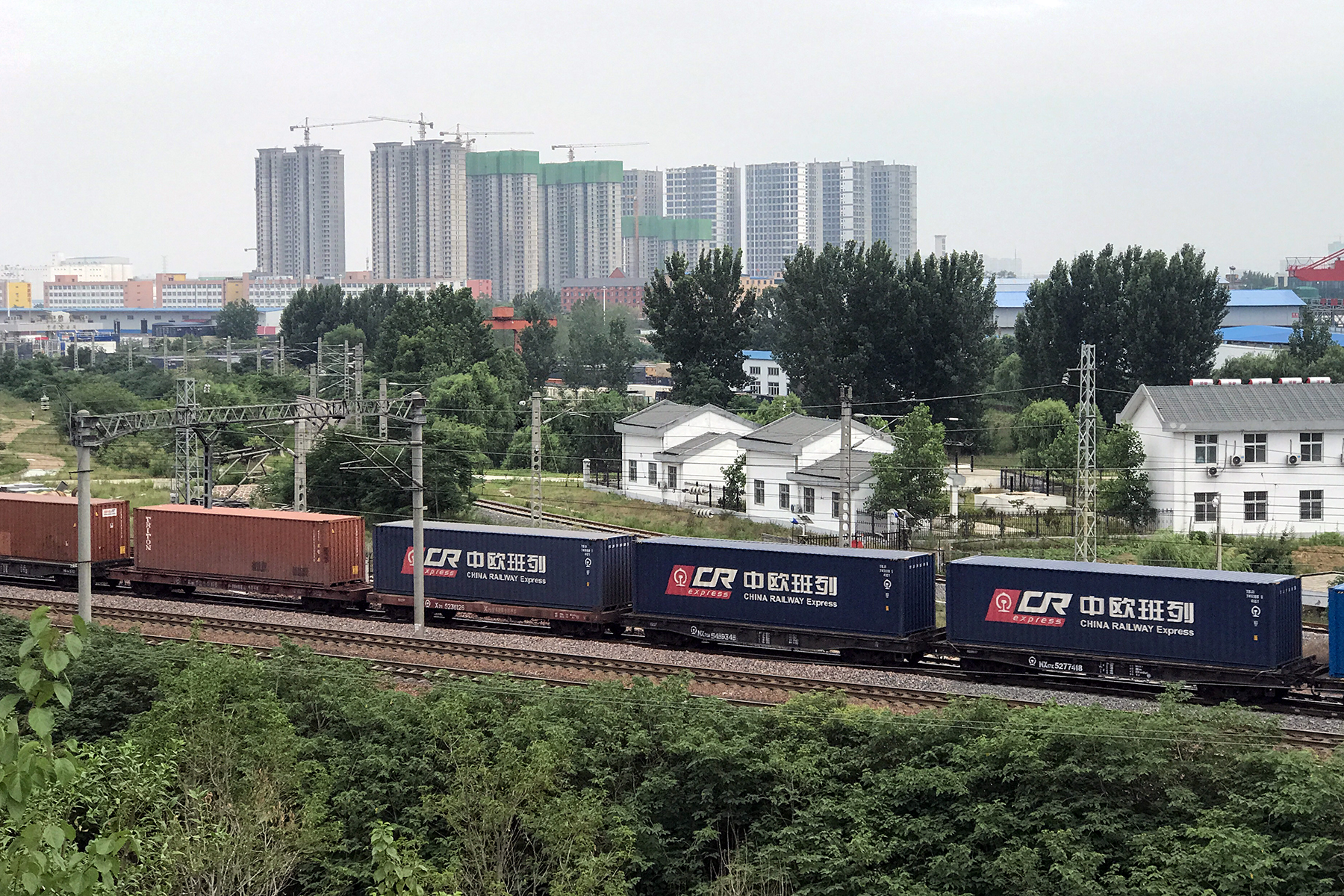
2020年6月，一列中欧班列由郑州铁路集装箱中心站始发

2011年3月19日，中国首趟中欧班列——“渝新欧”从重庆出发，开创了中欧班列的历史。
2019年11月2日，铁路合作组织和国际铁路货物运输政府间组织将运输单据统一为“国际货约/国际货协运单”，自此中欧班列全程只需一张运单；首趟统一运单的班列在2019年11月2日从西安铁路集装箱中心站前往德国曼海姆。
2017年4月，在“一带一路”国际合作高峰论坛上，中国、白俄罗斯、德国、哈萨克斯坦、蒙古国、波兰、俄罗斯七国铁路部门签署了《关于深化中欧班列合作协议》。2019年中欧班列开行8,225列，同比增长29%，发运72.5万標準箱、同比增长34%，综合重箱率达到94%；累计至2019年底前五發車列數的中國城市為：
- 成都—超过4,600列
- 鄭州—2,760列
- 武漢—1,562列
- 義烏—1,124列[19]
- 哈爾濱—957列

2020年5月中國境內开行城市71个，通达19个国家67个城市，运行线路69条；经常开行的区段有：
- 义乌—马德里、杜伊斯堡
- 武汉—汉堡、里昂、杜爾日[21]
- 重庆—杜伊斯堡
- 成都—罗兹
- 郑州—汉堡等。

2020年，满洲里、绥芬河两大铁路口岸出入境中欧班列数均创历史新高。
自2020年底起，每周有高達60班列車在深圳和德國杜伊斯堡（萊茵港）之間運行。
2021年9月28日上午10点，首列上海号中欧班列从闵行站出發，途徑阿拉山口、哈萨克斯坦、俄罗斯、白俄罗斯和波兰，目的地為汉堡。上海始发的中欧班列逐步从每周一班增加到每年500列次，目的地也會扩展至亚洲和欧洲更多地区。10月29日，從漢堡始發的中歐班列抵達上海，為首列中欧班列「进博专列」（中欧班列-进博号）。
2021年11月18日，贵州首趟中欧班列开行。
2022年1月18日，泉州东站开行75010/75009次中欧班列，途径满洲里至莫斯科终到。
2022年4月28日，粤港澳大灣區珠西國際物流中心內的江門北站開行75100次中歐班列，由江門北站途經阿拉山口、波蘭、德國漢堡/德國杜伊斯堡車站。
2023年3月16日，一列中欧班列从北京平谷地方铁路马坊站驶出。4月1日，該列車抵達俄罗斯莫斯科州别雷拉斯特火车站。這是首列北京直达欧洲的中欧班列。

## 路线
| 通道名称 | 主要货源地区           | 进出中国的口岸            | 途径亚洲地区                                             | 途径欧洲地区       |
| -------- | ---------------------- | ------------------------- | -------------------------------------------------------- | ------------------ |
| 东通道   | 东北、华东、华中       | 满洲里口岸                | 北亚                                                     | 歐俄               |
| 中通道   | 华北、华中、华南       | 二连浩特口岸              | 蒙古国、北亚                                             | 歐俄               |
| 西1通道  | 西北、西南、华中、华南 | 阿拉山口口岸 霍爾果斯口岸 | 哈萨克斯坦、北亚                                         | 歐俄、白俄罗斯     |
| 西2通道  | 西北、西南、华中、华南 | 阿拉山口口岸 霍爾果斯口岸 | 哈萨克斯坦、土库曼斯坦、伊朗、安納托利亞                 | 东色雷斯           |
| 西2通道  | 西北、西南、华中、华南 | 阿拉山口口岸 霍爾果斯口岸 | 哈萨克斯坦、里海（阿克套至巴库轮渡）、阿塞拜疆、格鲁吉亚 | 东色雷斯、保加利亚 |
| 西3通道  | 西北、西南、华中、华南 | 吐尔尕特口岸              | 吉尔吉斯斯坦、乌兹别克斯坦、土库曼斯坦、伊朗、安納托利亞 | 东色雷斯           |

- 欧洲分支：
  - 德国杜伊斯堡、法国、西班牙马德里[30]
  - 德国杜伊斯堡、瑞士、意大利米兰[30]

## 海上联运

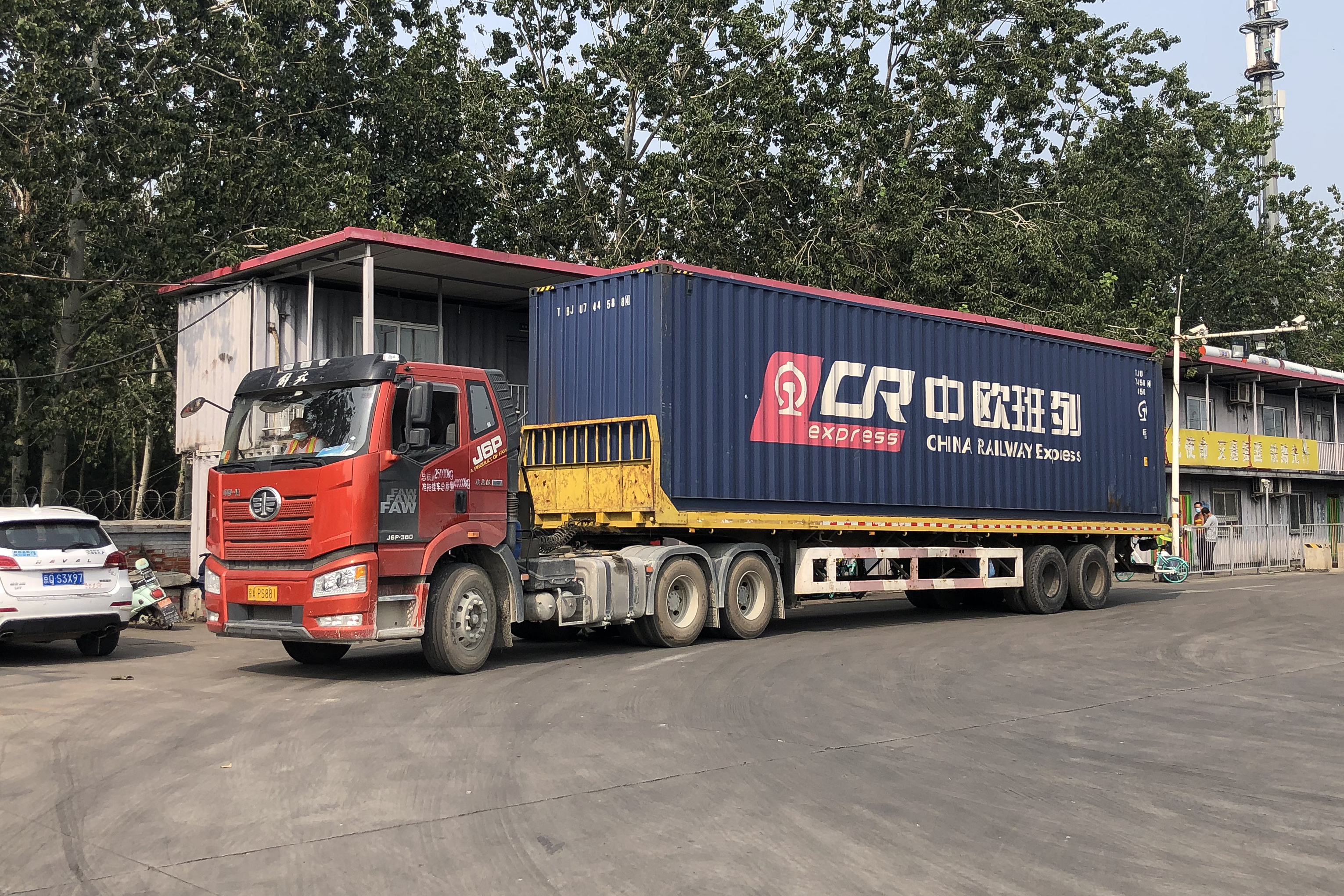
大红门站货场内载有中欧班列集装箱的解放J6P

海铁联运：从东盟国家、台湾、日本、韩国海运过来的货物，再装上班列，运往欧洲。

## 班次
截至2017年5月19日，中歐班列累計開行突破4,000列，运行线路达到51条，中國國內開行城市28個，到達歐洲11個國家29座城市。2016年，共有1,702趟中欧班列到达欧洲城市。
2016年，经满洲里口岸的中欧班列达到了1,036列。

### 东线
| 方向 | 始发城市 | 终到城市   | 首发日期       |
| ---- | -------- | ---------- | -------------- |
| 双向 | 重庆     | 切爾克斯克 | 2011年1月28日  |
| 双向 | 沈阳     | 汉堡       | 2015年10月30日 |
| 双向 | 石家庄   | 明斯克     | 2018年6月2日   |
| 双向 | 苏州     | 华沙       | 2013年9月29日  |
| 双向 | 泉州     | 莫斯科     | 2022年1月18日  |
| 单向 | 托木斯克 | 武汉       | 2017年5月22日  |
| 单向 | 布列斯特 | 苏州       |                |
| 单向 | 长沙     | 汉堡       |                |
| 单向 | 厦门     | 莫斯科     | 2017年4月21日  |
| 单向 | 东莞     | 汉堡       | [ 39 ]         |

### 中线
| 方向 | 始发城市 | 终到城市 | 首发时间      |
| ---- | -------- | -------- | ------------- |
| 双向 | 郑州     | 汉堡     | 2013年12月3日 |
| 双向 | 北京     | 乌兰巴托 |               |
| 双向 | 天津     | 乌兰巴托 |               |
| 双向 | 厦门     | 莫斯科   | 2017年8月28日 |
| 双向 | 沈阳     | 杜伊斯堡 | 2019年9月9日  |
| 单向 | 暂无     | 暂无     | 暂无          |

### 西线
| 方向 | 始发城市 | 终到城市                                   | 首发日期                                       | 备注 |
| ---- | -------- | ------------------------------------------ | ---------------------------------------------- | --- |
| 双向 | 重庆     | 杜伊斯堡                                   | 2011年3月19日                                  | [ 16 ] [ 3 ] [ 37 ] |
| 双向 | 郑州     | 汉堡                                       | 2013年7月18日                                  | [ 39 ] |
| 双向 | 成都     | 罗兹、蒂尔堡、纽伦堡                       | 2012年12月19日首发                             | [ 39 ] |
| 双向 | 武汉     | 帕尔杜比采、汉堡、杜伊斯堡                 | 2012年10月24日                                 | [ 39 ] |
| 双向 | 义乌     | 马德里                                     | 2014年11月18日义乌首发 2015年5月18日马德里首发 | [ 49 ] |
| 双向 | 兰州     | 汉堡                                       |                                                | |
| 双向 | 连云港   | 阿拉木图                                   |                                                | |
| 双向 | 西安     | 阿拉木图                                   |                                                | |
| 双向 | 昆明     | 鹿特丹                                     | 2015年7月1日                                   | |
| 双向 | 厦门     | 杜伊斯堡                                   | 2017年10月19日                                 | [ 50 ] |
| 双向 | 义乌     | 伦敦                                       | 2016年12月31日义乌首发 2017年4月10日伦敦首发   | 时任英国国际贸易大臣格雷格·汉兹出席伦敦至义乌首发仪式。 乐购会利用这个线路从中国向欧洲一些城市运送玩具、电器、家具和衣服等商品。                  |
| 双向 | 厦门     | 罗兹                                       | 2015年8月16日厦门首发                          | 2015年9月17日返程车到达厦门。 |
| 双向 | 江門     | 汉堡 杜伊斯堡                              | 2022年4月28日                                  | 由廣鐵集團開行 |
| 单向 | 青岛     | 阿拉木图                                   |                                                | |
| 单向 | 乌鲁木齐 | 杜伊斯堡、布达佩斯、巴库、莫斯科、阿拉木图 |                                                | [ 54 ] [ 55 ] [ 56 ] [ 57 ] |
| 单向 | 合肥     | 阿拉木图                                   |                                                | |
| 单向 | 合肥     | 汉堡                                       | 2015年6月29日                                  | [ 39 ] |
| 单向 | 济南     | 阿拉木图                                   |                                                | |
| 单向 | 东莞     | 阿拉木图                                   |                                                | |
| 单向 | 贵阳     | 杜伊斯堡                                   | 2015年7月1日                                   | 到达重庆后编入重庆至杜伊斯堡班列 |
| 单向 | 钦州     | 马拉舍维奇                                 | 2018年1月17日                                  | [ 58 ] |
| 单向 | 厦门     | 汉堡                                       | 2017年7月8日                                   | [ 59 ] |
| 单向 | 厦门     | 布达佩斯                                   | 2018年1月19日                                  | 2018年1月19日开通的线路需要在西安中转， 8月9日后，所有列车不再在西安办理中转。                                                                    |
| 单向 | 义乌     | 马拉舍维奇                                 | 2020年4月10日                                  | [ 62 ] [ 63 ] [ 64 ] |
| 单向 | 厦门     | 阿拉木图                                   | 2015年8月16日                                  | [ 43 ] |
| 单向 | 深圳     | 明斯克                                     | 2017年5月22日                                  | 由广铁集团、中铁集装箱和朗华供应链联合组织开行， DHL提供拼箱和整箱货运、GPS实时追踪和代理清关服务； 开通初期的频次为每周一次，每次41-52个集装箱。 |
| 单向 | 不来梅   | 重庆                                       | 2018年10月29日                                 | 中铁特货公司组织开行， 是首趟德国奔驰进口商品汽车班列。                                                                                           |
| 单向 | 米兰     | 西安                                       | 2019年7月19日米兰首发                          | [ 67 ] |

### 未知口岸
成都-米兰双向，2018年8月10日成都首发，2017年11月底米兰首发。
中欧班列“长安号”汉中─西安─欧洲。2021年3月31日陕西汉中始发，奔向西安，在西安港集结分拨后，将搭乘中欧班列“长安号”前往俄罗斯莫斯科、荷兰鹿特丹等地，构建高效联结的国际物流大通道。

## 經濟成效
中歐班列的運行時間是海運的三分之一，空運的二十倍，價格約為空运的五分之一，海運的六倍，另外比起货机，中欧班列更加环保，僅次於水運；每运送一个40英尺（12）长的集装箱，列车产生的二氧化碳排放量只有货机的4%。雖然成本一般來說比海運較高一點是避不開的，更多可以看成中歐貨運的小補充，作為更靈活的選擇。其他好處包含班次穩定，能夠便利對交貨時限有要求的大宗高附加值電商、輕工產品及高科技電子設備以及需要冷藏的葡萄酒等食品的運輸。
因为中欧長途班列的出现，运输大批量货物不再只有海运、空運兩种选择，中国中西部和欧洲中东部内陆成为了开放的前沿窗口。产品不再需要从内陆腹地运往沿海口岸，重庆、成都、武汉、阿拉木图、布达佩斯、罗兹、华沙、布拉格这样的内陆城市成了新的进出口集散地，中国的中西部地区发展有了新的增长点，欧洲的中部也成为了跨国物流的新兴市场，可是比起海空運能自由調節運能，受限於鐵路運貨在建設時已經決定最大容納能力，還有沿途基建維護支出，陸運數量與成本控制挑戰性更高，這個缺點得仰賴加快速度與班次頻密度來解決。
2020年起全球海运和空运能力因受到2019冠状病毒病疫情全球爆发而受阻，导致海运运费大幅上涨：如中欧航线疫情前价格为2,000多美元/40尺大箱，疫情后即使价格一路突破1万美元/40尺大箱，船的舱位仍然供不应求。所以雖然有換軌與運量受物理限制等問題，但部分业者认为中欧班列在疫情后得到大量货源，地方政府可逐步取消对中欧班列运营的财政补贴；亦有业者认为中欧班列在疫情过后，經計算和传统空运海运相比，优势依旧有限，中欧班列需优化运营以吸引更多货源。中欧班列因列车实施分段运输、乘务无需隔离检疫而成为国际贸易运输的新宠：2020年，中欧班列共开行1.24万列，发送113.5万标箱，同比分别增长50%和56%；2021年1－5月，中欧班列开行5,991列，发送57.3万标箱，同比分别增长49%和58%。
疫情趨緩的2022年情況又出現變化，海運業進行擴容，加上俄烏戰爭爆發等各種經濟與國際政治原因，導致陸運運輸的未來變化將較難預期。為了解決此問題，上合「撒馬爾罕峰會」上，中吉烏班列取得突破，並正在可行性研究，預計2023年在中國倡議的「一帶一路」的第十週年開工建設，成為新的線路選擇。

### 运输量
- 云南通过班列已通达全球20余个国家（地区）。仅2019年上半年，云南洲际班列货运量就同比增长81.8%。[78]
- 厦门从海沧站已累计开行中欧班列66列，装车3,014辆，货物价值约2亿美元；与2019年同期相比，开行列数增长88%，装运量增长196%。[79]
- 根據中國國家鐵路運營商的數據，2021年，中歐班列共開行了15,183趟列車，運送了146萬個20英尺標準箱（TEU），十年前中歐班列僅為17趟。[80]
- 自2013年长三角地区中欧班列（苏州至华沙）首次开行至2023年8月，长三角中欧班列累计开行逾2万列，运送货物超200万标准箱。[81]

## 另見
- 義烏 - 倫敦鐵路線